# 십이경맥
십이경맥(十二經脈)은 팔안쪽에 위치한 폐경,심경,심포경  그리고 팔 바깥쪽에 위치한 대장경,소장경,삼초경이 6경으로 뻗어있고 발 안쪽에 신경,비경,간경,위경이 그리고 발 뒷쪽에 방광경과 담경으로 6경이 위치해서 모두 12경맥으로 오장육부(五臟六腑)에 심포를 더한 6장6부에 대응하여 분포해 있는 경락이다. 6장(臟)은 6음경(陰經)에, 6부(腑)는 6양경(陽經)에 대응한다.
기경팔맥(奇經八脈)과 비교해서 십이정경(十二正經)이라고도 칭한다.
12경맥과 기경8맥은 신체상에서 대체적으로 수직의 상하방향로 흐른다.
| 분포 | 손 수(手)      | 발 족(足)      |
| ---- | -------------- | -------------- |
| 태음 | 수태음폐경맥   | 족태음비경맥   |
| 소음 | 수소음심경맥   | 족소음신경맥   |
| 소양 | 수소양삼초경맥 | 족소양담경맥   |
| 태양 | 수태양소장경맥 | 족태양방광경맥 |
| 궐음 | 수궐음심포경맥 | 족궐음간경맥   |
| 양명 | 수양명대장경맥 | 족양명위경맥   |

## 십이경맥
| |
| 인체 경락의 기본이 되는 십이경맥(十二經脈)의 흐름은 다음과 같다. 이들 십이경맥은 좌우 대칭으로 분포하고있다. 수태음폐경(手太陰肺經) →수양명대장경(手陽明大腸經)→족양명위경(足陽明胃經)→족태음비경(足太陰脾經)→수소음심경手少陰心經)→수태양소장경(手太陽小腸經)→족태양방광경(足太陽膀胱經)→족소음신경足少陰腎經)→수궐음심포경手厥陰心包經)→수소양삼초경(手少陽三焦經)→족소양담경(足少陽膽經)→족궐음간경(足厥陰肝經)→ 다시 수태음폐경(手太陰肺經)이다. |

## 같이 보기
- 기경팔맥